# Piana di Cittavecchia
La piana di Cittavecchia (in croato: Starogradsko polje; nella variante ciacava locale: Starogrojsko poje) è un paesaggio culturale protetto dell'isola di Lesina in cui l'antica divisione greca del territorio è stata conservata fino ad oggi come sistema di strade e appezzamenti terrazzati. È l'area di lottizzazione catastale greca antica meglio conservata nel Mediterraneo, motivo per cui nel 2008 è stato iscritto nella lista del patrimonio mondiale dell'UNESCO.

## Localizzazione e caratteristiche
La piana di Cittavecchia è un polje carsico e costituisce la più grande pianura fertile di tutte le isole dell'Adriatico. Si trova nella parte centrale dell'isola di Lesina, tra Cittavecchia e Verbosca. Ha un'estensione di circa 6 km, con una larghezza media di circa 2 km e si estende su una superficie di 1376 ha. A nord è delimitata da dolci colline che si estendono da Verbosca alla penisola di Kabal, mentre a sud da una catena montuosa più alta. I suoli caratteristici della piana sono la terra rossa e un terreno argilloso e sabbioso creato da depositi alluvionali. Lungo il bordo settentrionale della piana si trova la pozza di Dračevica, l'unica fonte d'acqua superficiale che non si prosciuga quasi mai.

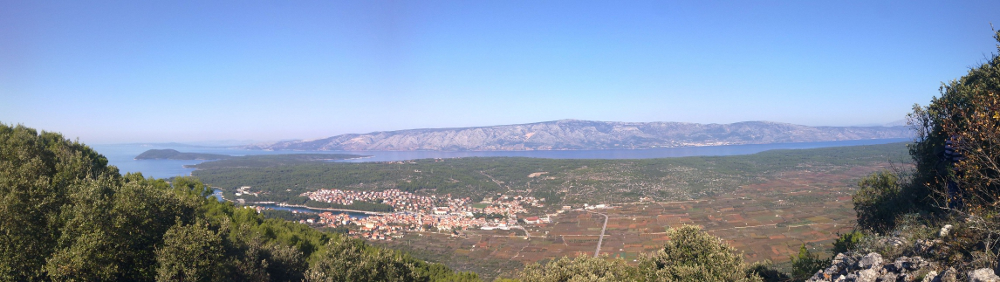
Vista di Cittavecchia e parte della sua piana da Purkin kuk

## Storia della ricerca
Il documento più antico che menziona resti antichi nella piana di Cittavecchia è lo Statuto di Lesina del 1331 che descrive dettagliatamente i confini della piana (che allora si chiamava Santo Stefano - lat. Campus Sancti Stephani) e le vecchie strade (lat. per viam antiquam) e mura (lat. ad muros veteres). Nel corso dei secoli, vari studiosi hanno menzionato le antichità sull'isola di Lesina, anche nella piana di Cittavecchia. Per esempio, nel 1525 Vinko Pribojević menzionò "...rovine di edifici spaziosi rasi al suolo". La prima menzione della divisione del territorio nell'entroterra di Cittavecchia fu fatta da Šime Ljubić nel 1860, e in seguito anche altri studiosi scrissero della divisione, supponendo che si trattasse di una suddivisione romana della terra, o centuriazione, cioè che il campo fosse stato gestito come Ager Pharensis. Fu solo nel 1957 che fu preso in considerazione per la prima volta il fatto che i lotti della piana di Cittavecchia non corrispondessero alle dimensioni dei lotti romani conosciuti di altri secoli. I cambiamenti nel pensiero scientifico su quest'area sono iniziati nei primi anni '80, quando è iniziata una serie di campagne di ricerca internazionali che sono durate fino al 2008. Questi studi hanno indubbiamente dimostrato che la piana di Cittavecchia contiene l'antica divisione territoriale greca meglio conservata e hanno dato un contributo importante all'inclusione del sito nella lista del patrimonio mondiale dell'UNESCO.

## Colonizzazione greca e divisione del territorio
L'arrivo dei coloni dall'isola greca di Paro all'odierna Cittavecchia risale al IV secolo a.C. Secondo Diodoro Siculo la colonia di Pharos (in greco Φάρος) fu fondata nel 385/384 a.C.. Poiché ogni città greca è costituita da un centro cittadino - asty (greco άστυ)- e da un'area agricola - chora (greco χωρα)- che è sotto l'amministrazione della città, il passo successivo alla colonizzazione nella piana di Cittavecchia fu la divisione del territorio. La terra era divisa a sorte, in modo che ogni colono avesse diritto a un appezzamento di terra altrettanto grande e di uguale qualità. Ad oggi, a Cittavecchia non è stato trovato alcun documento di divisione del territorio simile a quello trovato a Lumbarda sull'isola di Curzola.

## Procedura di misurazione

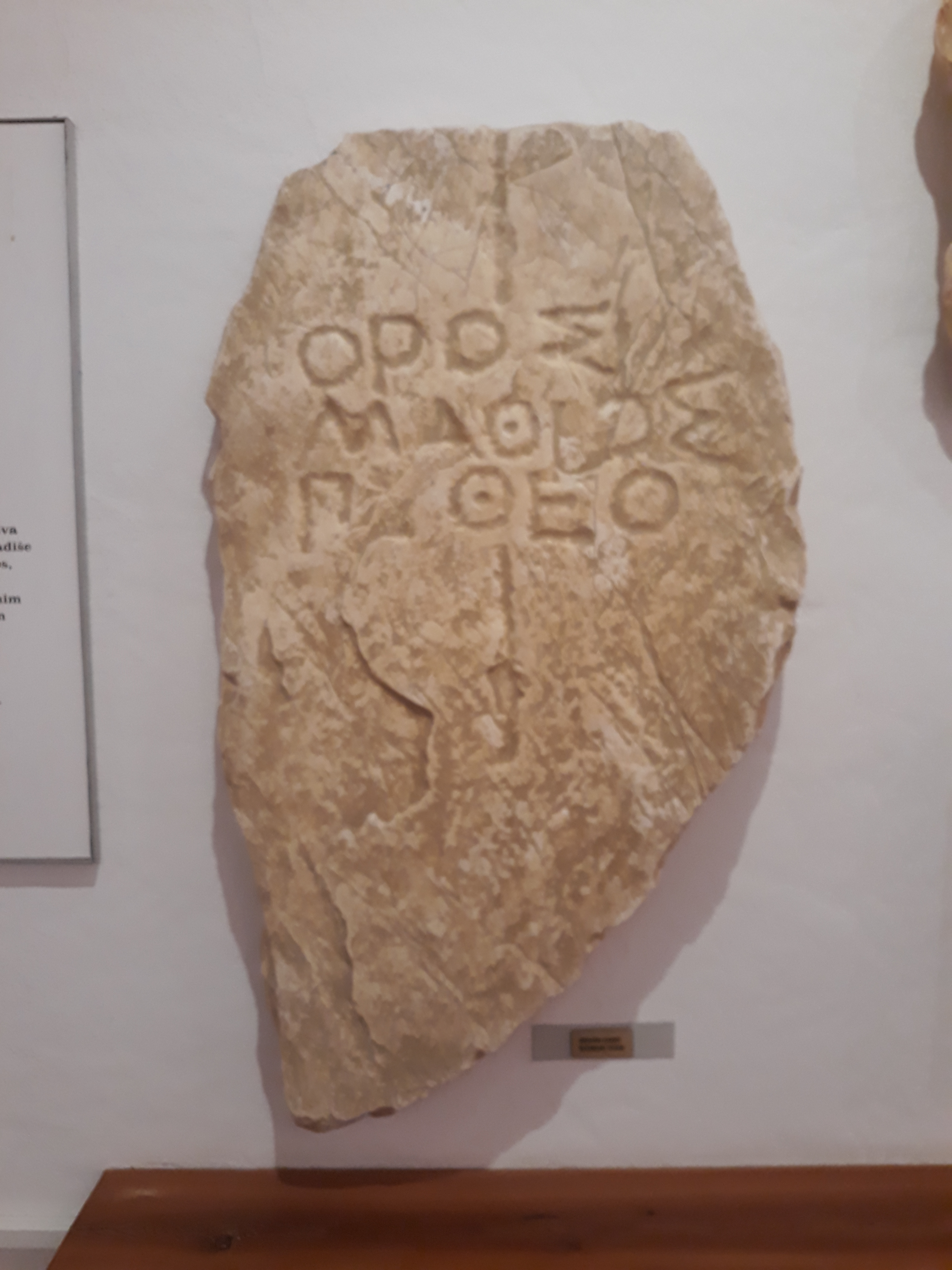
Pietra liminale con il nome Mathias, figlio di Piteos

Il processo di misurazione della terra non è noto da fonti greche, ma è noto indirettamente attraverso i romani. Per misurare e tracciare linee diritte e angoli retti, venivano usati una groma e bastoncini di misurazione (kalamos, greco κάλαμος), su cui erano incisi i segni della lunghezza. Innanzitutto si determinava il punto di partenza della misurazione (omphalos - ombelico, greco ομφαλός), la posizione da cui si poteva vedere meglio l'intero spazio. Con l'aiuto di una groma, ogni stadio era segnato sull'asse principale nord-sud (greco σταδιον, unità di misura che prende il nome dalla lunghezza dello stadio di atletica, che era di 600 piedi (pous, greco πούς) o 180 m), e sull'asse est-ovest ogni cinque stadi. Successivamente gli assi nord-sud venivano tracciati misurando gli angoli retti sui segni sull'asse est-ovest. Attraverso misurazioni precise è stato stabilito che la divisione del terreno nella piana di Cittavecchia è stata effettuata esattamente in questo modo. Le misurazioni hanno mostrato che gli assi della parcellizzazione in direzione est-ovest sono estremamente regolari, ma che c'è una leggera deviazione sull'asse principale nord-sud, ed è risultato che c'è anche una deviazione minore sull'asse principale est- asse ovest. Il punto in cui questi due assi si incrociano è il punto di partenza della misurazione: l'omphalos. Lungo le principali linee di divisione così misurate si costruivano poi strade che delimitavano anche gli appezzamenti. L'unità modulare principale della piana è costituita esattamente da questi appezzamenti: striga, dimensioni 1x5 stadi, cioè 180x900 m. A causa della posizione del campo, l'intero sistema di divisione presenta una deviazione di 12 gradi dalla direzione est-ovest, che ha consentito la divisione ottimale del terreno fertile.
La prova diretta della divisione della terra nella chora di Pharos è l'unica pietra di confine trovata finora, sulla quale è inciso "la terra di Mathia (figlio) di Piteo" (gr. ΄Ορος Μάθιος Πυθέου).
La divisione greca del territorio ha lasciato un segno indelebile sulla piana. La chora di Pharos (gr. Xορα Φαρου) si è conservata fino ai giorni nostri grazie alle strade ampliate e adattate alle attuali esigenze nel corso dei secoli, ma anche ai muri a secco che sono stati realizzati principalmente sulla falsariga della spartizione greca del territorio.
Nel Medioevo a Lesina era abitata solo la pianura centrale costituita dalle piane di Cittavecchia e di Gelsa.

## Patrimonio archeologico

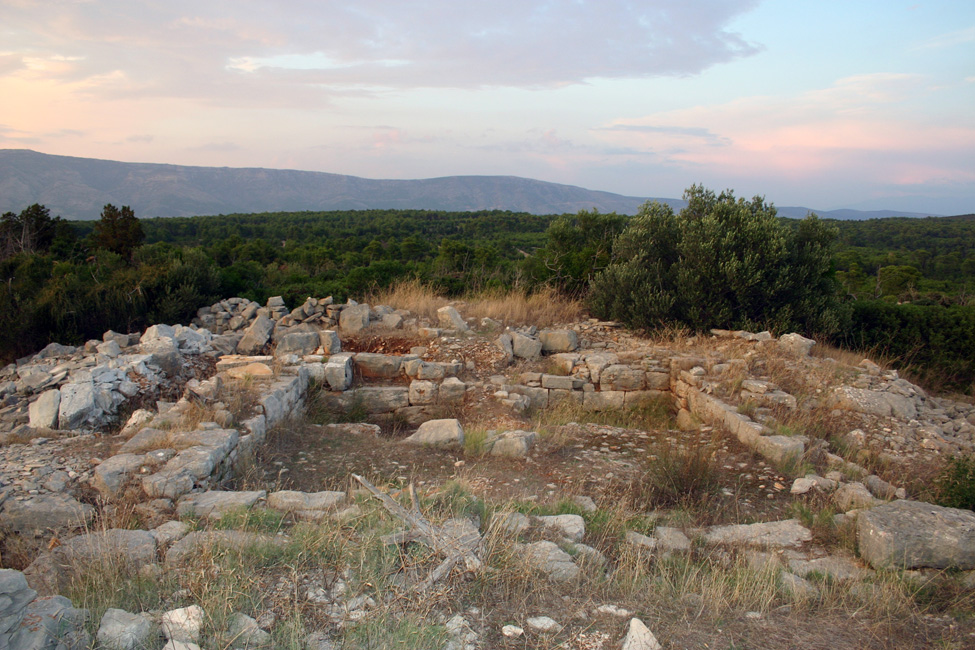
Le fondamenta della torre greca sul sito di Maslinovik

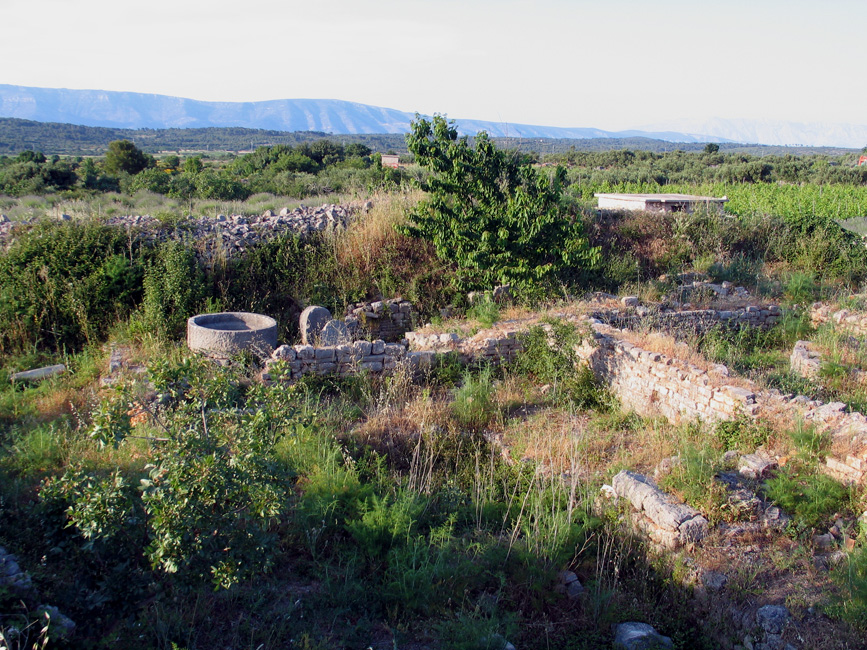
I resti di una villa rustica romana nella località di Kupinovik

La piana di Cittavecchia abbonda di siti archeologici (ne sono stati registrati quasi 120). Uno dei più significativi è la torre greca a Maslinovik, nella parte settentrionale della piana. Durante il I secolo a.C. la greca Pharos diventa romana col nome di Pharia (lat. Pharia) e la piana continua a vivere, ma ora con un nome diverso: Ager Pharensis. Le parcelle greche cominciarono ad essere frazionate in appezzamenti più piccoli e si costruirono molte ville rustiche. È proprio nell'epoca romana che hanno origine la maggior parte dei siti, il più famoso dei quali è la villa rustica in località Kupinovik. Ritrovamenti archeologici dimostrano che nel periodo della tarda antichità la piana era intensamente popolata, mentre l'inizio del medioevo, cioè l'epoca dell'arrivo della popolazione slava, è il periodo meno documentato. Nonostante ciò, si può presumere che il campo fosse ancora coltivato e mantenuto, altrimenti non sarebbe stato menzionato e descritto in dettaglio nello Statuto di Lesina.

## Patrimonio architettonico

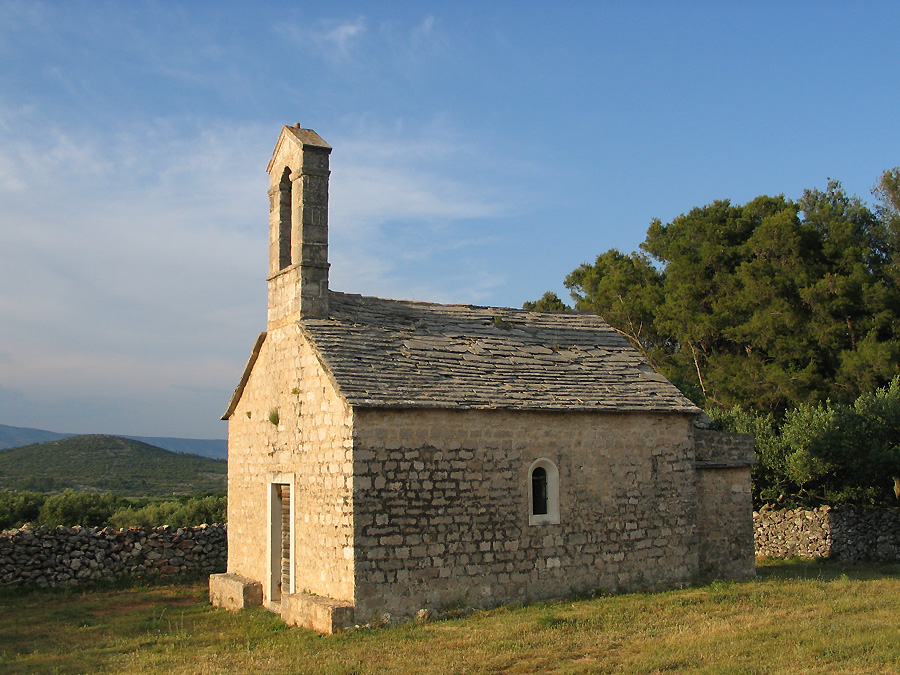
Cappella dei Santi Cosma e Damiano

Oltre all'archeologia, la piana di Cittavecchia possiede anche un ricco patrimonio architettonico. Oltre alle strade e ai muretti a secco, sono caratteristiche le piccole case in pietra, i trimi e le teze, nonché numerose cappelle e chiese rurali. Tra le più antiche si segnalano quelle dei Santi Cosma e Damiano e di Sant'Elena del XV secolo.

## Protezione
L'importanza della piana di Cittavecchia è stata riconosciuta nel 1993, quando è stata protetta come zona archeologica. Il livello successivo di protezione è stato stabilito nel 2005, quando il sito è stato preventivamente protetto come paesaggio culturale.
Nel 2008 la piana, insieme al nucleo storico di Cittavecchia, è stata inserita nella lista del patrimonio mondiale dell'UNESCO. Il suo straordinario valore universale è riconosciuto secondo i seguenti criteri:
- Criterio (ii): Il sistema di suddivisione in appezzamenti del territorio della piana di Cittavecchia, che risale al IV secolo a.C., testimonia la diffusione del modello geometrico greco di divisione del suolo agricolo nell'area mediterranea.
- Criterio (iii): La piana di Cittavecchia è in uso continuo come area agricola ed è stata coltivata con le stesse colture per 2400 anni, il che testimonia la continuità e la durata della funzione nel corso dei secoli.
- Criterio (v): L'area agricola di Cittavecchia è un esempio di un paesaggio tradizionale molto antico che è ora minacciato dal moderno sviluppo economico, soprattutto a causa dello spopolamento dei villaggi e dell'abbandono della tradizionale coltivazione della terra.